# Shepherdsville
Shepherdsville è un comune degli Stati Uniti d'America, situato nello Stato del Kentucky, nella Contea di Bullitt, della quale è il capoluogo.